# Takeda Katsuyori
Takeda Katsuyori (jap. 武田 勝頼; * 1546; † 3. April 1582) war ein japanischer Daimyō der Sengoku-Zeit, der nach dem Tode seines berühmten Vaters und legendären Feldherren Takeda Shingen die Führung über den Takeda-Klan übernahm. Allerdings war er taktisch nicht so geschickt wie sein Vater und führte die Takeda zu ihrer schwersten Niederlage, was ihre bedeutende Rolle in der japanischen Geschichte zu einem jähen Ende brachte.

## Familie
- Sohn: Takeda Nobukatsu.[1]
- Vater: Takeda Shingen
- Mutter: Sanjō no kata
- Brüder:
  - Takeda Yoshinobu, (1538–19. November 1567)
  - Takeda Nobuchika, (1541–1582), (blind geboren, Seppuku bei Einmarsch von Ieyasu und Oda 1582; sein Sohn Takeda Nobumitsu wurde jedoch von Ieyasu beschützt).
  - Takeda Harukiyo, (adoptiert, anderer Name Nishina Morinobu, 157?–1582)

## Geschichtliche Rolle
Er ist eine der tragischsten Figuren der japanischen Geschichte, weil er trotz der herausragenden Bedeutung seines Klans in seiner Jugend, und, trotz all seiner Bemühungen, den Untergang miterleben musste.
Katsuyori, geboren als Suwa Shirō (諏訪 四郎), später Suwa Katsuyori, bezwang den Suwa-Klan seiner Mutter und ernannte Burg Takatō zu seinem Herrschaftssitz. Nachdem sein älterer Bruder Takeda Yoshinobu gestorben war, wurde Katsuyoris Sohn Nobukatsu Anführer des Takeda-Klans, wodurch Katsuyori die tatsächliche Kontrolle übernehmen konnte. Nach dem Tod seines Vaters Shingen nahm er sich der Familie an und kämpfte mit Tokugawa Ieyasu in der Takatenjin im Jahr 1574 und in der Nagashino im Jahr 1575. Er nahm die Burg Takatenjin ein, was vorher nicht einmal sein Vater vermocht hatte; was ihm die Unterstützung des Takeda-Klans sicherte, aber er musste eine furchtbare Niederlage in Nagashino hinnehmen, was einem der ersten aufgezeichneten Einsätze von Feuersalven der gegnerischen Infanterie geschuldet war. Oda Nobunaga verfügte über rund 3000 Tanegashima-Arkebusen und befahl seiner Infanterie, sich hinter Palisaden zu verschanzen und in Reihen nacheinander zu feuern. Dadurch konnte er die überlegene Kavallerie der Takeda besiegen und ein Drittel aller 24 Takeda-Generäle töten, was für diese einen unwiederbringlichen Verlust darstellte. Dies war die entscheidende Niederlage für den Rest vom Dreipakt des Ostens zwischen den Klans der Takeda, Hōjō und Imagawa (deren Anführer Imagawa Ujizane hatte sich zu diesem Zeitpunkt bereits gegen seine früheren Verbündeten gewandt). In der Folge konnten die Drei Reichseiniger auch die übrigen souveränen Fürstentümer annektieren oder zerstören und die Edo-Zeit einleiten.

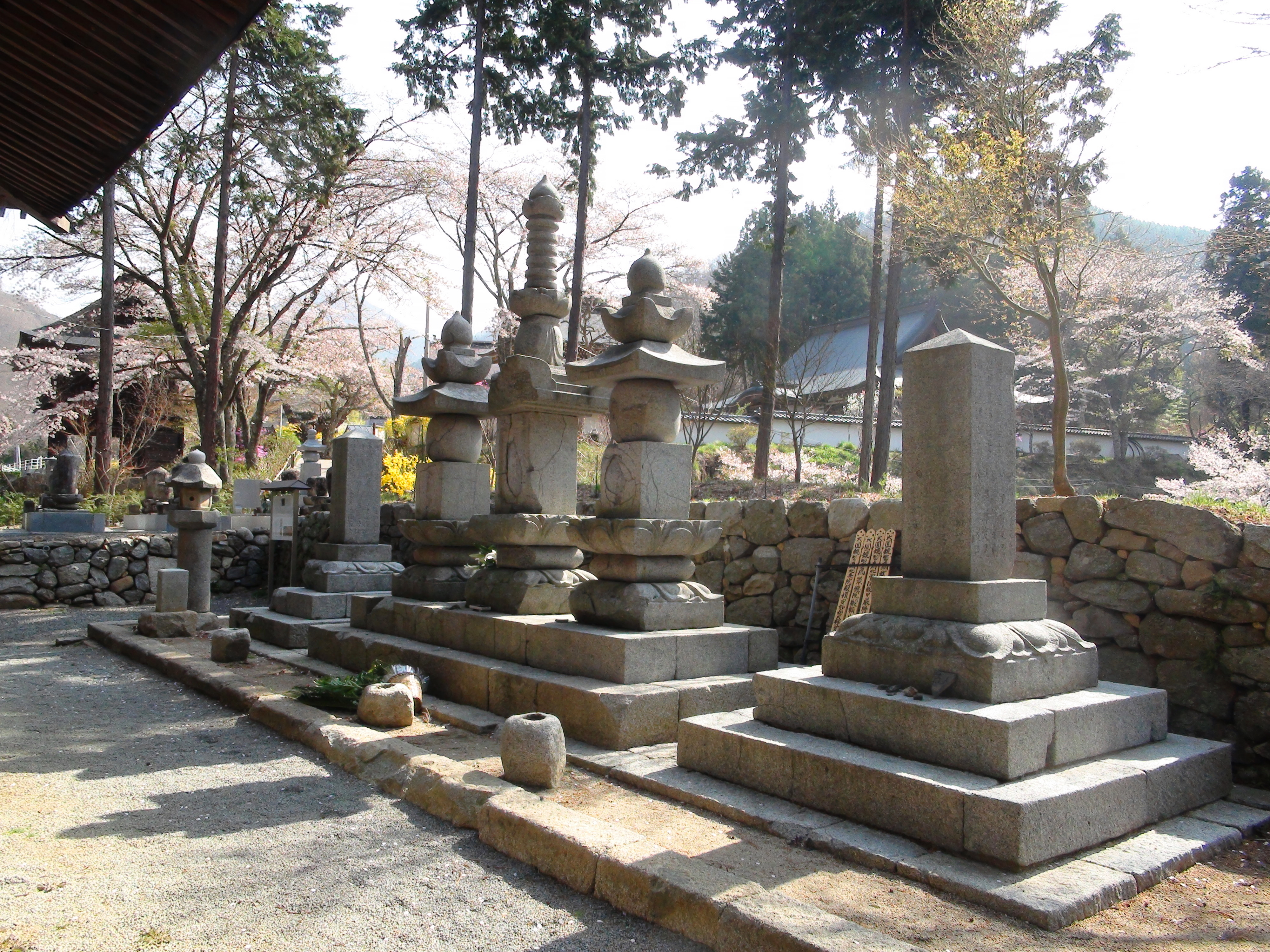
Heutiges Grab von Takeda Katsuyori, seinem Sohn Nobukatsu und seiner Hojo-Gemahlin in der Tempelanlage Keitoku-in